# Ilson de Jesus Montanari
Ilson de Jesus Montanari (n. Sertãozinho, Estado de São Paulo, Brasil, 18 de julio de 1959) es un arzobispo católico y teólogo brasileño. Actualmente es arzobispo titular de Capocilla, Secretario de la Congregación para los Obispos, Secretario del Colegio Cardenalicio y Vicecamarlengo de la Santa Iglesia Romana.

## Biografía

### Primeros años y formación
Nacido en la ciudad brasileña Sertãozinho del Estado de São Paulo en el año 1959. Estudió Derecho y Economía en la Universidad de Ribeirão Preto y seguidamente se trasladó a Roma donde se licenció en Teología por la Pontificia Universidad Gregoriana y donde también realizó su formación eclesiástica. 

### Sacerdocio
Fue ordenado sacerdote el día 18 de agosto de 1989 por el Arzobispo de Ribeirão Preto Mons. Arnaldo Ribeiro. Tras haber sido ordenado sacerdote, comenzó trabajando en diferentes parroquias de la archidiócesis y fue educador en diversos seminarios. En 1993 fue nombrado Rector y Coordinador de la pastoral de la Archidiócesis.
Años más tarde, regresó a la Pontificia Universidad Gregoriana de Roma, donde en 2004 se licenció en Teología dogmática.
En 2008, pasó a ser miembro de la Congregación para los Obispos y el 13 de mayo de 2011 fue nombrado con el título de Capellán de Su Santidad.

### Episcopado
El 12 de octubre de 2013, el papa Francisco, lo nombró Secretario de la Congregación para los Obispos y al mismo tiempo le dio el cargo de Obispo de la Diócesis titular de Capocilla, con dignidad de arzobispo. Recibió la consagración episcopal el día 7 de noviembre del mismo año, a manos del Arzobispo Mons. Moacir Silva y teniendo como co-consagrantes al cardenal. Odilo Scherer y el Arzobispo Mons. Walmor Oliveira de Azevedo.
El 28 de enero de 2014, el papa Francisco, lo nombró Secretario del Colegio Cardenalicio y el 1 de mayo de 2020, Vicecamarlengo de la Santa Iglesia Romana.
El 11 de octubre de 2018 fue confirmado como Secretario de la Congregación para los Obispos, donec aliter provideatur.
El 14 de abril de 2020 fue nombrado vicecamarlengo de la Santa Iglesia Romana ad quinquennium.
El 14 de marzo de 2022 fue nombrado miembro del Comité Pontificio para los Congresos Eucarísticos Internacionales ad quinquennium.
El 3 de mayo de 2022 fue nombrado miembro de la Congregación para el Culto Divino y la Disciplina de los Sacramentos ad quinquennium.

## Título
| Distinción              | Período            | Lugar               |
| Capellán de Su Santidad | 13 de mayo de 2011 | Ciudad del Vaticano |